# Eburrian
Het Eburrian (Engels:  Eburran industry) is een archeologische cultuur van de Later Stone Age in Oost-Afrika daterend vanaf 10.000 v.Chr. tot 100 n.Chr. Ze wordt gevonden rond het Nakurumeer in het Ol Doinyo Eburru-vulkaancomplex in de Rift Valley, Kenia.
De cultuur was ooit bekend als het "Keniaanse Capsien" omdat de vondsten enigszins lijken op die van het Noord-Afrikaanse Capsien.
Eburrian-assemblages, zoals teruggewonnen uit Gamble's Cave en Nderit Drift, bestaan uit grote klingen met een rug, halvemaanvormige microlieten, stekers en eindschrabbers. Sommige gereedschappen bij Gamble's Cave zijn gemaakt van obsidiaan.
De dragers van de cultuur waren waarschijnlijk jager-verzamelaars verwant met de huidige Khoisan.

## Fases
- Fase 1 (10.000 - 8.000 v.Chr.),[1] geassocieerd met een korte, vochtige klimaatperiode, opgevolgd door een drogere klimaatperiode
- Fase 2 (vanaf 6-5.000 v.Chr.), met een erg vochtig klimaat
- Fase 3 (vanaf 4.000 v.Chr)
- Fase 4 (vanaf 3-2.000 v.Chr.), met een wisselvallig droger klimaat
- Fase 5 (900 v.Chr.-100 n.Chr.),[1] met een klimaat veel droger dan nu. Tijdens deze laatste periode worden ook Eburrian-gereedschappen gevonden naast het keramiek en vee van het Savanne-pastoraal neolithicum.